# Deep Blue

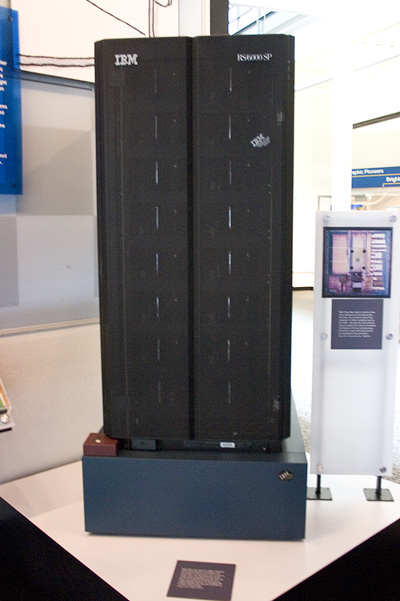
Deep Blue

Deep Blue (дослівно з англ. «Насичений синій») — комп'ютер для гри в шахи побудований компанією IBM. В 1997 році машина здобула перемогу над чемпіоном світу Гаррі Каспаровим. Після цієї перемоги ринкова ціна акцій компанії зросла на 18 мільярдів.

## Матч із Каспаровим

Перша гра Deep Blue — Каспаров,
10 лютого 1996

Сила гри системи, в основному, походить від грубої обчислювальної потужності. Deep Blue складається з масово-паралельної 30-вузлової комп'ютерної системи на основі архітектури RS/6000, підсиленої 480 спеціалізованими шаховими процесорами надвеликого ступеня інтеграції (VLSI). Програма для гри в шахи написана мовою програмування С та працює під керуванням операційної системи AIX. Вона була здатна обчислювати 200 000 000 позицій на секунду, вдвічі швидше за версію 1996 року. В липні 1997, Deep Blue посідав 259 сходинку в переліку найпотужніших суперкомп'ютерів, маючи швидкодію 11.38 гігафлопс, не враховуючи швидкодію спеціалізованого шахового обладнання.
Комп'ютер Deep Blue, який переміг Каспарова в 1997 році, був здатен виконувати пошук на глибину 12 напівходів. Сильні гравці, в середньому, здатні передбачати на 10 напівходів вперед. Збільшення глибини пошуку на один напівхід призводить до збільшення сили гравця приблизно на 80 пунктів рейтингу Ело.
Спочатку, оцінкова функція Deep Blue була написана в загальному вигляді, багато із її параметрів повинні були додатково обчислюватись (наприклад, наскільки важливим є захист короля у порівнянні із контролем над простором в центрі, і так далі). Оптимальні значення для цих параметрів обчислювались самою системою під час аналізу тисяч ігор майстрів. Функція оцінки складалась із 8000 частин, багато із яких було розроблено для спеціальних позицій. В каталозі початкових позицій знаходилось 4000 позицій та 700 000 ігор майстрів. База даних ендшпілів містила позиції багатьох ігор на 6 фігур, та всіх на 5 та менше фігур. Перед другим матчем, шахівські здібності програми були відлагоджені гросмайстром Джоелем Бенджаміном. Каталог початкових позицій було надано гросмейстрами Мігелем Іллєскасом, Джоном Федоровичем та Ніком де Фірманом.
Після програного матчу, Каспаров повідомляв, що він іноді помічав велику інтелектуальність та творчість в ходах машини, яку він не міг зрозуміти. Він також припустив, що, можливо, люди допомагали машині протягом матчу. Також, він вимагав матч-реванш, але IBM відхилила його запити та списала Deep Blue. У 2003 році було знято документальний фільм, в якому досліджувались ці закиди, який має назву «Гру завершено: Каспаров та машина» (англ. Game Over: Kasparov and the machine), в якому стверджувалось, що сильно розкручувана перемога Deep Blue підлаштована для збільшення риночної вартості IBM.
Частково ці закиди були правильними. Правила дозволяли розробникам змінювати програму між іграми. Deep Blue було змінено між партіями для кращого розуміння машиною стилю гри Каспарова, допомагаючи уникнути пастки в ендшпілі, в яку двічі потрапляв штучний інтелект.
Одна із двох шаф, із яких складався Deep Blue зараз стоїть на показі в Національному Музеї історії Америки в експозиції про Інформаційну Епоху; інша шафа знаходиться в Музеї Історії Обчислювальної Техніки на експозиції «Підкорення Гри: Історія комп'ютерних шахів».

## Результати змагань
- 7-й чемпіонат світу серед комп'ютерів (Гонконг, 1995) — 3-5 місце (3½ із 5).
- Матч Deep Blue — Каспаров (Філадельфія, лютий 1996) — 2 : 4

| № | Учасник        | 1 | 2 | 3 | 4 | 5 | 6 |  | + | − | = | Очки |
| - | -------------- | - | - | - | - | - | - |  | - | - | - | ---- |
| 1 | Гаррі Каспаров | 0 | 1 | ½ | ½ | 1 | 1 |  | 3 | 1 | 2 | 4    |
| 2 | Deep Blue      | 1 | 0 | ½ | ½ | 0 | 0 |  | 1 | 3 | 2 | 2    |

- Партії матчу 1996 г. (в PGN)

- Матч Deep Blue — Каспаров (Нью-Йорк, березень 1997) — 3½ : 2½

| № | Учасник        | 1 | 2 | 3 | 4 | 5 | 6 |  | + | − | = | Очки |
| - | -------------- | - | - | - | - | - | - |  | - | - | - | ---- |
| 1 | Гаррі Каспаров | 1 | 0 | ½ | ½ | ½ | 0 |  | 1 | 2 | 3 | 2½   |
| 2 | Deep Blue      | 0 | 1 | ½ | ½ | ½ | 1 |  | 2 | 1 | 3 | 3½   |

## Майбутнє
Багато дослідників штучного інтелекту вважають гру Ґо кращим засобом для оцінки інтелектуальних можливостей комп'ютера ніж шахи, оскільки вона створює багато складнощів для штучного інтелекту в різних аспектах. 
У 2016 році команда Google DeepMind зі створеною програмою AlphaGo  виграла матч у багатократного чемпіона світу у грі Го, Ли Седоля.